# Лаха (річка)
Річка Лаха — природний водотік, що протікає в регіоні Біобіо, Чилі, бере початок у Лагуна-дель-Лаха в комуні Антуко та впадає в річку Біобіо в комуні Лаха. Відомий водоспадом Лаха.

## Маршрут
Річка Лаха бере свій початок в одноіменному озері, найбільшому в цьому районі, розташованому на висоті 1360 метрів над рівнем моря, утвореному природним бар'єром, який перегородив води річки. Площа гідрографічного басейну озера становить 1000 км² і зберігає об'єм, близький до 8000 мільйонів м³, головна вісь 32,5 км на північний схід і змінна ширина від 9 до 1,5 км з площею 132 км².:2
Досягнувши Центральної долини Чилі, вона проходить через широке та піщане русло, рівнину, утворену великими піщаними берегами, які утворилися під час повеней. З загальним напрямком на захід, її середня течія являє собою ділянку, паралельну річці Ітата, великому басейну на північ від Біобіо, відстань не більше ніж на 4 км. На схід від Панамериканського шосе з останнього можна побачити Сальто-дель-Лаха з перепадом висот понад 20 м.
Лаха має довжину 140 км і дренує басейн площею 4040 км². Її основною притокою в Андах є річка Полкура або Ла Полкура, яка бере початок на північ від Лагуни-ла-Лаха і дренує так званий гірський масив Ла-Полкура на відстані 60 км. Далі вниз вона приймає річку Рукуе, яка приходить з півдня, і перед злиттям з Біо-Біо, річку Кларо з півночі.:2
Лаха є найважливішою північною притокою Біо-Біо. Обидва зустрічаються в околицях Сан-Розендо та промислового міста Ла-Лаха, на схід від прибережного гірського масиву.

## Потік і режим
Флювіометрична станція Laja в Tucapel розташована в 48 км вище за течією від Salto del Laja, на висоті 285 м над рівнем моря. і стікає площею 2680 км². На режим русла впливає природне регулювання та робота Лагуна Лаха, яка здійснюється з метою оптимізації роботи електростанцій Ель Торо, Антуко та Абаніко. :80Станція Пуенте-Пералес розташована за 32 км вниз за течією від Сальто-дель-Лаха, на висоті 65 м над рівнем моря та нижче за течією від злиття з єдиною притокою, яку Лаха приймає в своїй середній частині, Каліборо. Дренує площу 3425 км².:82

Звіт Генерального управління водних ресурсів повідомляє для обох флювіометричних станцій Лаха: «Великі потоки, які проявляються в місяцях з вересня по грудень, є наслідком того, що важлива частина сприяючої території суббасейну розташована в центрі Кордильєр-де-лос-Анд, сприяючи цьому своїми відлигами. Характеристика опадів басейну проявляється у значних потоках, зареєстрованих взимку, головним чином за рахунок орографічних опадів, вироблених гірським масивом. Як для посушливих, так і для вологих років витрати, створені в зимові місяці за рахунок опадів, більші, ніж потоки, створені в період відлиги, тому басейн чітко визначений як такий, що має сніговий плювіальний режим. Є велике втручання у вигляді видобутку для зрошення».

Curvas de variación estacional
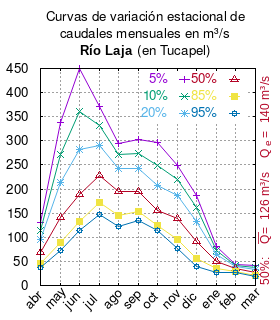
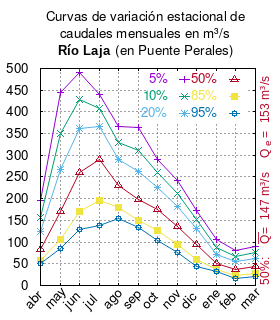

Течія річки (у фіксованому місці) змінюється в часі, тому є кілька способів її зображення. Однією з них є криві сезонних коливань, які після тривалих періодів вимірювань статистично передбачають мінімальний потік, який несе річка із заданою ймовірністю, яка називається ймовірністю перевищення. Вохристо-червона крива (с {\displaystyle {\color {Red}\vartriangle }}) показує місячні потоки з імовірністю перевищення 50 %. Це означає, що в цьому місяці було виміряно таку саму кількість потоків, які перевищують кількість потоків, менших за цю кількість. Це медіана (статистика), яка позначається Q e, серії потоків за цей місяць. Середнє значення (статистика) є середнім математичним потоків за цей місяць і позначається {\displaystyle {\overline {Q}}} .

Після розрахунку для кожного місяця обидва значення обчислюються за весь рік і їх можна прочитати у вертикальному стовпчику в правій частині діаграми. Значення 5 % ймовірності перевищення полягає в тому, що за статистикою потік є більшим лише раз на 20 років, на 10 % — раз на 10 років, на 20 % — раз на 5 років, на 85 % — на п'ятнадцять разів на 16 років і 95 % сімнадцять разів кожні 18 років. Іншими словами, 5 % — це потік екстремально дощових років, 95 % — це потік екстремально посушливих років. За сезоном паводків можна зробити висновок, чи залежить стік від дощів (травень-липень) або від танення снігу (вересень-січень).

## Історія
Хроніка Вівар у 16 столітті називає її «річкою Ніуекетен» або «Ніхуекетен»:[джерело?]
Ми пройшли з цим наказом до тридцяти ліг перед річкою Ітата, про яку ми згадували вище, і за чотирнадцять ліг від морського узбережжя, де ми знайшли дуже велике населення та дуже щасливу та мирну землю. І в цьому компасі ліг, про який ми згадали, ми знаходимо дуже широку і могутню річку. Вона дуже плоска і похила, і проходить широкими луками, і оскільки вона піщана, вона не заглиблюється, переважно влітку, оскільки вела до стремен коней. Ця річка називається Ніхуекетен, розташована за п'ять льє від моря. Увійдіть у велику річку, яка називається Бібіо. При проходженні цієї річки Ніхуекетен було розбито до двох тисяч індіанців і взято трьох касиків..
Через вісім днів губернатор наказав підняти. поле і знову перетнув річку Ніуекетен, і пішов до місця, де вона впадає в річку Бібіо. І він зійшов до берега з усім народом аж до самого моря. І він розташував своє поле біля річок Андаліен і річки Бібіо на плоскому компасі, який там є. Від однієї річки до іншої півліги. Це було поле, яке з одного боку оточувало невелику прісноводну лагуну, а решта була рівнинною. Пізніше його також назвали як річка Нівекетен.
Франсіско Солано Аста-Буруага і Сьєнфуегос написав у своїй посмертній праці Diccionario Geográfico de la República de Chile у 1899 році про річку:
Лаха — велика і помітна річка, що межує з N. департаментом його імені. Вона бере початок з озера Антуко; вона проходить до О. через останні західні схили Анд і долину або велику центральну рівнину, де її ложе розширюється і вирівнюється, і вона зійдеться з Біо-Біо на 37° 16' шир. і 72º 42' довготи. біля станції San Rosendo через 120 кілометрів курсу. Вона виходить з озера густим потоком і продовжує спускатися вниз, отримуючи короткі притоки з лівого або південного берега, такі як Трувунлево, Рукууе, Каріворо тощо, а з правого — потік Полкура та Ріо-Кларо-де-Юмбель. Вона має броди та навіть човни біля Антуко, Трумена, Тукапеля, Пангалу, Куранілауе, Ель-Сальто, Талпелланки, Пералеса тощо. До цього моменту вона пливна на човнах від входу в Біо-Біо. Перетинаючи згадану центральну рівнину приблизно за 30 кілометрів на північ від міста Анхелес, вона робить великий стрибок, утворюючи водоспад, який через висоту падіння та глибину ярів є не менш цікавим та значним, ніж знамениті цього класу. Для захисту проходу через річку був побудований форт на її північному березі під керівництвом Переди, а на прилеглих рівнинах 13 грудня 1756 року відбулася велика зустріч арауканців, щоб домовитися про мирні домовленості. Ця річка також відома тим, що на її північному березі до її нижньої частини відбулися перші зустрічі завойовника Вальдівії з корінним населенням у січні 1550 року та інші зустрічі президента Касанате у 1656 та 1657 роках. На вході іспанці називали річку Нівекетен, назву, яку вони також змінили на Лаха, яка дається каменю з гладкими листами.

## Населення, економіка та екологія
На висоті Ruta 5 Sur розташована Сальто-дель-Лаха, жвава набережна та літній район неподалік від міста Лос-Анхелес. Також це обов'язковий пункт відвідування туристів.
У 2020 році будується водопровід від річки Лаха до річки Дігілін. Зрошувальна система Laja-Diguillín забезпечить безпечним зрошенням 60 000 гектарів у регіоні Ñuble.